# ستانلي بريسكوت
ستانلي بريسكوت (بالإنجليزية: Stanley Prescott)‏ هو سياسي بريطاني (وحمل سابقاً جنسية المملكة المتحدة لبريطانيا العظمى وأيرلندا)، ولد في 25 أبريل 1912، وتوفي في 6 يونيو 1962. حزبياً، نشط في حزب المحافظين. في 1943 Darwen by-election ‏، انتخب عضو برلمان المملكة المتحدة الـ37 عن دائرة Darwen (UK Parliament constituency) ‏ (15 ديسمبر 1943 – 15 يونيو 1945) وفي الانتخابات العامة في المملكة المتحدة 1945 ‏، انتخب عضو برلمان المملكة المتحدة الـ38 عن دائرة Darwen (UK Parliament constituency) ‏ (5 يوليو 1945 – 3 فبراير 1950) وفي الانتخابات العامة في المملكة المتحدة 1950 ‏، انتخب عضو برلمان المملكة المتحدة الـ39 عن دائرة Darwen (UK Parliament constituency) ‏ (23 فبراير 1950 – 5 أكتوبر 1951).